# Neuendorf bei Potsdam
Koordinaten: 52° 23′ N, 13° 5′ O
Neuendorf (früher Neuendorf bei Potsdam) ist eine Ortslage in Babelsberg, Stadtteil von Potsdam. Das erstmals 1375 erwähnte Dorf wurde 1907 nach Nowawes eingemeindet und vollzog dessen weitere Entwicklung mit. Der Dorfkern blieb im Stadtbild ersichtlich.

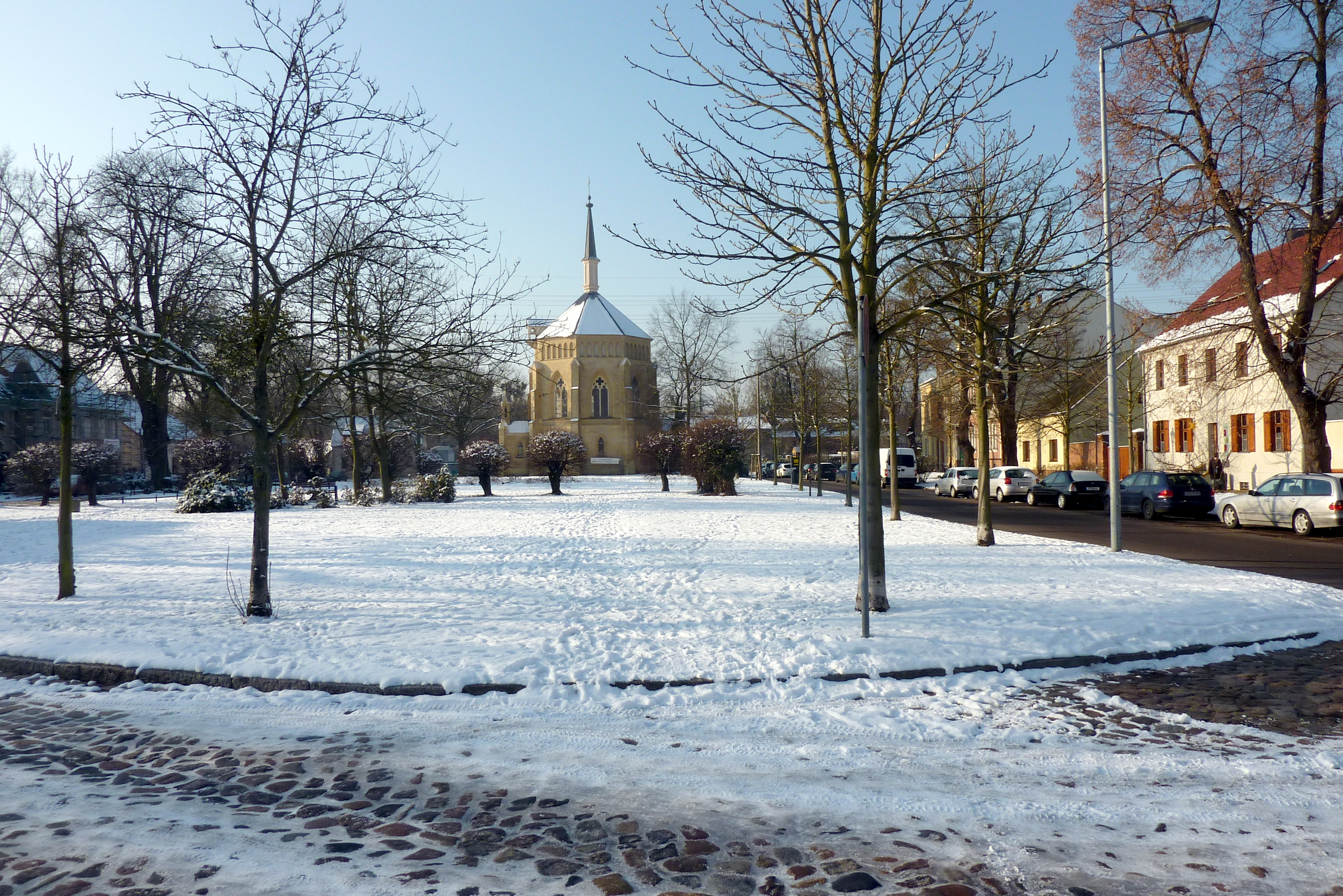
Der Neuendorfer Anger mit der achteckigen, um die Jahrtausendwende wieder aufgebauten Alten Neuendorfer Kirche; Fotografie vom Februar 2013

## Geografie

### Geografische Lage
Landschaftlich liegt Neuendorf im Teltow. Es ist völlig in Babelsberg aufgegangen. Jedoch lässt sich der ursprüngliche Dorfkern in der Straßenanlage des Neuendorfer Angers gut erkennen.

### Oberflächenform
Naturräumlich nutzt der einstige Dorfkern den nordwestlichsten Ausläufer der Teltow-Platte. Er greift bereits in die Nuthe-Niederung aus. Entsprechend umgaben Neuendorf früher auf drei Seiten Fließgewässer.

## Geschichte

### Mittelalter
Neuendorf entstand zu einem unbekannten Zeitpunkt im Rahmen der Deutschen Ostsiedlung, während des Landesausbaus der Mark Brandenburg. Die aufgesammelten Funde bestanden, außer einer einzigen spätslawischen, aus blaugrauen Scherben der frühdeutschen Zeit. Die gewählte Siedlungsform des Rundlings, Zugang von Nordosten her, interpretierte die Siedlungsforschung als Plansiedlung. Dazu kam der selbsterklärende Ortsname, der auf ein völlig neu gegründetes Dorf verwies. Dass in ihm kleine, elbslawische Siedlungen zusammengefasst wurden, ließ sich dennoch nicht ausschließen.
Das später als Dorfherr überlieferte Adelsgeschlecht erschien zunächst in der südlichen Nachbargemeinde. 1284 stellte Heinrich von der Groeben eine Urkunde aus. Sie hielt seine Afterbelehnung vom Kloster Lehnin mit der Drewitzer Heide fest. Nutheabwärts, kurz vor der Havelmündung mahlte auf der Gemarkung Neuendorfs die Hakenmühle. Für sie staute ein Mühlendamm den Fluss an. Der Hakendamm querte mehrere, teilweise erst durch ihn entstandene Flussarme, während die Nuthe sich weiter westlich eine neue Mündung suchte.
Die Verbindung zum anderen Havelufer, zum Flecken Potsdam stellte die 1317 erwähnte, hölzerne [Lange] Brücke her. Die Hakenmühle (haken mole) hinterließ 1349 die erste schriftliche Nachricht. Damals verkaufte sie der Falsche Waldemar an die Brüder von Torgau. Jene und Deren von der Groeben zählten zum märkischen Hochadel – den Schlossgesessenen. Letztere gelangten vor 1373 an die havelländische Insel Potsdam (insula Postdamp). Die gleichnamige Burg lag laut Landbuchs Kaiser Karls IV. von 1375 in der Hand des Markgrafen von Brandenburg. Ihr Zubehör umfasste bis weit ins 14. Jahrhundert hinein als kurfürstliches Jagdrevier und Nutzholzlieferant den Nuthewald.
Unfern des Flusses ruhte das Dorf. Das o. g. Urbar von 1375 bezeugte es das erste Mal urkundlich. Im Dorfregister vom Teltow hieß es:

„Nyendorff sunt 9 mansi. Quilibet dat 1⁄2 chorum siliginis et 1⁄2 chorum avene et 2 pullos Henningho de Gro̊ben moranti in castro Bůten, qui eciam habet iudicium supremum a patre suo. Curie cossatorum sunt 5, quelibet dat 2 solidos et 2 pullos eidem Henningo de Groben. Taberna non habent. Eciam non recordantur dominum marchionem ibi aliquid habuisse.“

In Neuendorf sind 9 Hufen. Jede gibt 1⁄2 Wispel Roggen und 1⁄2 Wispel Hafer und 2 Hühner Henning von der Groeben wohnhaft in Burg Beuthen, hat zudem Obergericht von seinem Vater. Es sind 5 Kossätenhöfe, jeder gibt 2 Schilling und 2 Hühner demselben Henning von der Groeben. Hat keinen Krug. Derweil nicht zurückerinnern, dass Herr Markgraf dort irgendetwas hatte.
Im zeitlichen Vergleich fehlte ein Teil des Hufenlands. Spätere Jahre (1450, 1480) berichteten von 11 Hufen, davon 2 wüst. Diese Situation bestand wahrscheinlich bereits anno 1375. Der besagte Grundherr von Neuendorf hob in 5 weiteren Dörfern. Die von der Burg nutheaufwärts aus verwaltete Burgvogtei Beuthen gehörte jedoch seinem Bruder Heinrich von der Groeben. Das schloss die Wälder rechts des Flusses von Thyrow bis zur Hakenmühle mit ein. Die nahe der Wassermühle gelegene Lange Brücke ersetzte inzwischen eine Fähre. Die entsprechende Gerechtsame war für 5 Pfund Brandenburgische Pfennig verpachtet.
Friedrich I. stellte zunächst ab 1411 als Verwalter, dann ab 1415 als Kurfürst die öffentliche Ordnung in der Markgrafschaft wieder her. 1414 belagerte sein Gefolgsmann Hans von Torgau die Burg Beuthen, die von einem Gefolgsmann des Johann von Quitzow, Götz von Predöhl, verteidigt wurde. Nach dem Fall der anderen Quitzow-Burgen Friesack und Plaue übergab Götz von Predöhl die Burg Beuthen kampflos. Im Landfrieden von Tangermünde vom 20. März 1414 verloren die Quitzows alle ihre Besitzungen und Pfänder, darunter sicher die Burg Beuthen (und damit auch Potsdam und Neuendorf?). 1416 verlieh Friedrich I. Burg Beuthen an Peter von Bredow, dem Vormund der von Schlabrendorf, Kinder seiner Tochter, für 1500 Böhmische Groschen, behielt sich jedoch die Wiedereinlösung vor.
Im Jahr 1422 war Neuendorf (und Potsdam) im Besitz des Markgrafen, denn in diesem Jahr verkaufte Friedrich I. Neuendorf und die Hakenmühle für 105 Schock Böhmische Groschen auf Wiederkauf an den köllnischen Bürger Heinrich Gleinik (Glienicke) und seine Ehefrau Katharina Danewitz. Der Verkauf beinhaltete die Gerechtsamen, Renten und Zubehörungen, d. h. das Obergericht, die Frondienste der Bauern und die Abgaben in Höhe von 5 Schock und 24 Böhmischen Groschen, 40 Hühner, 3 Viertel Mohn und 140 Eier, die jährlich am Martinstag (11. November) an den Dorfherrn zu liefern waren. Die Bauern hatten aber das Recht in der Nuthe bis zur Neuen Burg (bei Drewitz) zu fischen, wie sie es schon von alters her getan hatten. Sie durften im Wald am rechten Nutheufer Holz entnehmen, Röhricht schneiden und Zeidlerei betreiben.
Friedrich I. verkaufte 1426 Schloss, Städtchen und Amt Potsdam ebenfalls auf Wiederkauf an die von Lattorf. Dabei gestattete er den Käufern, dass sie auch Neuendorf und die Hakemühle von Heinrich Glienicke wieder einlösen durften. Dies scheint auch geschehen zu sein, denn bei weiteren Verpfändungen Potsdams und des Amts Potsdam war Neuendorf mit eingeschlossen. 1450 gehörte Neuendorf wieder zur Vogtei Potsdam. 2 Hufen lagen wüst, die anderen 9 Hufen gaben jeweils 11⁄2 Schock [Groschen]. Ein Kossäte musste einen 1⁄2 Scheffel Mohn und 6 Hühner abliefern, die anderen vier Kossäten gaben zusammen 12 Groschen. 1449 verlieh Friedrich II. 6 Schock Groschen von den Neuendorfer Abgaben als Leibgedinge für die Frau seines Kammermeisters Georg von Waldenfels.

### Neuzeit

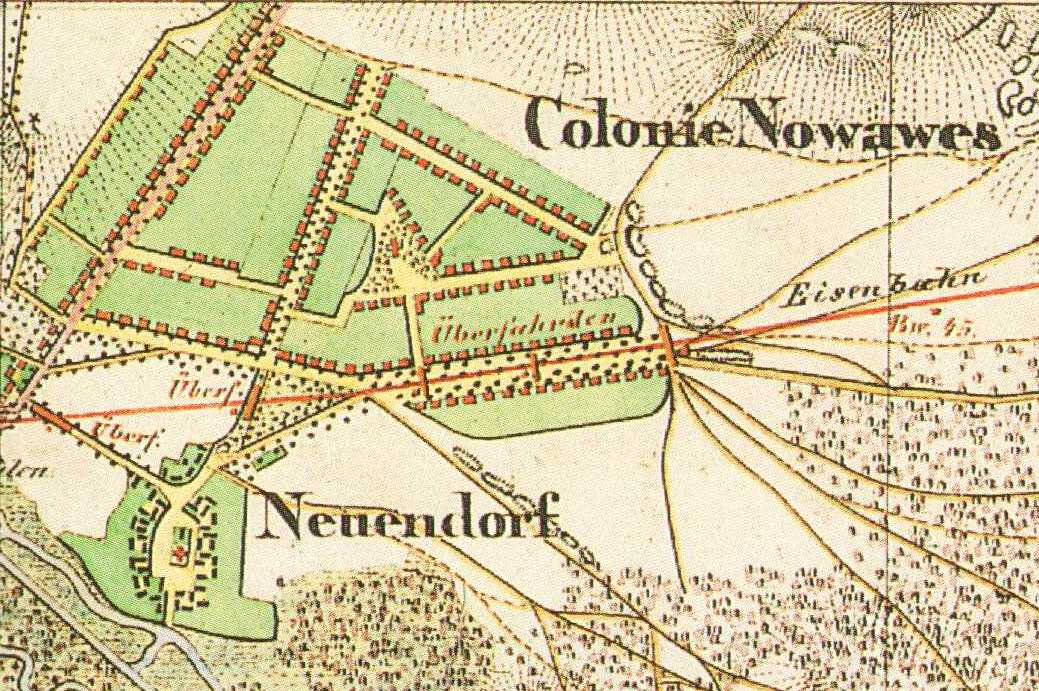
Neuendorf bei Potsdam und Nowawes auf dem Urmesstischblatt von 1835

Im Jahr 1589 lebten sechs Hufner und elf Kossäten im Dorf. Neben diesen beiden bäuerlichen Schichten wurden 1624 noch ein Hirte und ein Paar Hausleute als Einwohner genannt. Der Dreißigjährige Krieg ging auch an Neuendorf nicht spurlos vorbei, wenn auch weniger schlimm als anderswo in der näheren Umgebung. 1654 hatte Neuendorf bereits wieder einen Schulzen, vier Bauern (zwei Höfe lagen wüst) und sechs Kossäten. 1678 wurde am Hakendamm bei der Hakenmühle eine Glashütte errichtet. 1700 wurde sie modernisiert und mangels eines Pächters vom Amt verwaltet. 1736 wurde sie nach Zechlinerhütte verlegt. 1711 waren sechs Bauern, zehn Kossäten, ein Hirte und vier Paar Hausleute in Neuendorf ansässig. 1745 ist erstmals ein Krug, außerhalb des Dorfs gelegen, nachgewiesen.
Auf einem Teil der Gemarkung Neuendorfs begann 1750 die Anlage des Spinnerdorfs Nowawes, das bereits wenige Jahre später Neuendorf in der Einwohnerzahl überflügelte. 1801 wurden in Neuendorf 23 Feuerstellen gezählt. 1840 gab es 31 Wohnhäuser, unter den Wirtschaftsgebäuden auch eine Pappfabrik. Danach wuchs der Ort rasch an. 1860 bestanden bereits 16 Abbauten, d. h. Siedlungen außerhalb des Dorfkerns. Gezählt wurden 3 öffentliche Gebäude, 59 Wohngebäude und 76 Wirtschaftsgebäude, darunter 4 Windmühlen, 1 Dampfmaschinenspinnerei und Tuchfabrik mit Walke und Appretur. 1900 umfasste der Ort 340 Häuser mit über 4000 Einwohnern, Nowawes hatte schon vor 1900 die 10.000-Einwohnermarke hinter sich gelassen. Beide schlossen sich 1907 zu einer Gemeinde zusammen. Damit endet die eigenständige Geschichte Neuendorfs, auch der Name verschwand als eigenständige Verwaltungseinheit.

### Einwohnerentwicklung
| Jahr      | 1624      | 1734 | 1772 | 1801 | 1817 | 1840 | 1858 | 1895 |
| Einwohner | ca. 80–90 | 131  | 133  | 146  | 121  | 230  | 640  | 4139 |

Beleg:

## Bauwerke
Die Lehmfachwerkhäuser mit Rohrdach wurden erst um 1850 durch massive Steinhäuser ersetzt.
- Die Alte Neuendorfer Kirche entstand 1850 bis 1852 südlich der 1585 auf dem Anger als Fachwerkbau erbauten Dorfkirche, die aufgrund von Baufälligkeit abgebrochen wurde. Ludwig Ferdinand Hesse schuf nach dem Vorbild der Sankt-Gereon-Kirche zu Köln einen achteckigen Backsteinbau. Nach starken Schädigungen im Zweiten Weltkrieg erfolgte 1999–2007 der Wiederaufbau.[18]

- Die Bethlehemskirche wurde 1898–1899 nach Plänen von Ludwig von Tiedemann als neugotischer Backsteinbau auf dem Standort der Dorfkirche von 1585 errichtet. In ihrem Turm war ein dreistimmiges Geläut aus Gussstahl-Glocken, die im Bochumer Verein gegossen worden waren, installiert. Eine Inventarliste der Gießerei enthält folgende Angaben: das Ensemble aus Glocken mit Klöppel, Lager, Achsen und Läutehebel kostete in der Herstellung 2269 Mark.[19] Im Zweiten Weltkrieg durch Bomberangriffe stark in Mitleidenschaft gezogen, wurden die Reste 1952 gesprengt und beseitigt. Den Grundriss des verschwundenen Gotteshauses markieren Ziegelsteine im Rasen des Neuendorfer Angers.

| Größe    | Schlagton | Gewicht (kg) | unterer Durchmesser (mm) | Höhe (mm) | Inschrift |
| -------- | --------- | ------------ | ------------------------ | --------- | --------- |
| größte   | ges       | 859,5        | 1260                     | 1120      | unbekannt |
| mittlere | b         | 409,5        | 0960                     | 0865      | unbekannt |
| kleinste | c         | 297          | 0890                     | 0800      | unbekannt |

## Religion
Die Neuendorfer waren nach Potsdam eingekircht. Dafür gaben sie dem dortigen Pfarrer das Scheffelkorn, insgesamt 11 Scheffel Roggen, also pro Hufe 1 Scheffel. Das 1585 errichtete Gotteshaus betreute Sankt Nikolai zu Potsdam als Tochterkirche, so 1700 und 1860 ausdrücklich vermerkt. Das Amt Potsdam, später der Fiskus hielten das Patronat. 1871 wurde die Neuendorfer selbst Mutterkirche innerhalb der Superintendentur Potsdam I. 1932 schloss sich die Kirchengemeinde mit der von Nowawes zusammen.

## Persönlichkeiten
- Friedrich Lützow (1881–1964), Vizeadmiral im Zweiten Weltkrieg, Schiffskommandant und Militärschriftsteller
- Egon Eiermann (1904–1970), geboren in Neuendorf, deutscher Architekt, Möbeldesigner und Hochschullehrer, gilt als einer der bedeutendsten Architekten der Nachkriegsmoderne in der Bundesrepublik